# Репнин, Афанасий Борисович
Афанасий Борисович Репнин (? — 25 ноября 1653) — князь, русский государственный деятель, стольник (с 1643).
Старший сын боярина и воеводы князя Бориса Александровича Репнина († 1670) и Марии Мироновны. Брат Ивана Борисовича Репнина, военного и государственного деятеля, стольника, ближнего боярина и воеводы.

## Биография
Пожалован стольником (13 мая 1643). Служил при царском дворе (1648-1649), рында в белом платье при приёме посла Речи Посполитой (07 мая 1649).
Сопровождал царя Алексея Михайловича в поездках (сентябрь - декабря 1649).
Упомянут среди служащих во дворце (1651—1652). Стольник, сопровождал своего отца князя Бориса Александровича Репнина в свите во время его посольства в Польшу (1653).
Женат на княжне Анне Петровне урождённой Пожарской, дочери князя Петра Дмитриевича Пожарского, в приданое дано поместья Мыть и Волосынино Суздальского уезда. Овдовев, повторно вышла замуж за окольничего Ивана Андреевича Милославского.
Умер бездетным (25 ноября 1653) и похоронен вместе с отцом в Пафнутьево-Боровском монастыре.